# Van de Wall

Van de Wall (ook: Von de Wall en Von Dewall) is een Nederlands geslacht waarvan leden vanaf 1802 tot de Rijksadelstand en vanaf 1827 tot de Nederlandse adel behoorden en welke Nederlandse adellijke tak in 1853 uitstierf; de patriciaats- en Duits-adellijke takken leven nog voort.

## Geschiedenis
De stamreeks begint met ene Van de Wall die voor 24 maart 1617 overleed en trouwde met Geertje Ghijsen die in 1617 wordt vermeld als burger van Nijmegen. Hun kleinzoon werd koopman te Hanau, hun achterkleinzoon werd daar burgemeester. Een zoon van de burgemeester trok weer naar de Nederlanden om er predikant te worden.
Bij diploma van keizer Frans II van 2 december 1802 werd Johann Casimir Heinrich van de Wall, heer van Schmidthausen (1773-1826) verheven in de H.R.Rijksadelstand en werd hem vergund zijn naam te veranderen in Von Dewall.
Bij Koninklijk Besluit van 6 december 1827 werd mr. Pieter Hendrik van de Wall (1795-1853) verheven in de Nederlandse adel; hij overleed zonder nageslacht waardoor met hem het 'adellijke geslacht' uitstierf.
Toen een zoon van zijn zwager jhr. mr. Paulus Repelaer (1810-1871), namelijk jhr. Pieter Hendrik van de Wall Repelaer, heer van Puttershoek (1854-1920) erfgenaam van de heerlijkheid Puttershoek werd, verkreeg deze bij KB naamswijziging in 1856 tot Van de Wall Repelaer. Een neef van de laatste, jhr. Pieter Hendrik van de Wall Repelaer, heer van Puttershoek (1895-1972), verkreeg op dezelfde wijze naamswijziging. Via een zoon van de laatste, jhr. Pieter Hendrik van de Wall Repelaer, heer van Puttershoek (1926-1989), leeft de adellijke naam Van de Wall nog in diens kinderen voort.
In 1923, 1952 en 2012 werden de niet-adellijke takken opgenomen in het genealogische naslagwerk Nederland's Patriciaat.

## Enkele telgen
Hendrick van den Wall (omstreeks 1580-na 9 januari 1650), houtkoper
- Johan van de(n) Wall (1615-1705), houtkoper te Wezel
  - Bartholomeus van de Wall (1650-1705), houtkoper en raadsheer
    - Johann von de Wall (1681-1756), houtkoper te Dordrecht

  - Mr. Wilhelm von de Wall (1657-1734), Oberbürgermeister van Wezel
    - Johan Albert von de Wall (1709-1754), Oberbürgermeister van Wezel
      - Johann Adam Leonhard von de Wall (1741-1779), Regierungsgeheimrat van Kleef
        - Johann Casimir Heinrich von Dewall, heer van Schmidthausen (1773-1846), Landesrat te Schwanenberg, verheven in de Rijksadelstand
          - Hermann Theodor Friedrich Karl Emil Wilhelm August Casimir von Dewall (1837-1873), resident en taalkundige
            - Adolf Friedrich von Dewall (1834-1909), taalkundige
- Hermann von de Wall (1617-1672), koopman
  - Hendrik van de Wall (1646-1716), raad en burgemeester van Hanau
    - Ds. Jacobus van de Wall (1693-1758), predikant, laatstelijk te Dordrecht
      - Mr. Pieter Hendrik van de Wall (1737-1808), raad, schepen en burgemeester van Dordrecht, geschiedkundige
        - Mr. Cypriaan Gerard van de Wall (1773-1799), raad en rentmeester-generaal der domeinen
          - Jhr. mr. Pieter Hendrik van de Wall, heer van Puttershoek (1795-1853), president arrondissementsrechtbank te Dordrecht, lid gemeenteraad van Dordrecht; trouwde in 1823 met jkvr. Maria Jacoba Repelaer (1802-1862), telg uit het geslacht Repelaer.

Geslachten die opgenomen zijn in het sinds 1910 verschijnende genealogische naslagwerk Nederland's Patriciaat. Lijst volgens opgave van het CBG Centrum voor familiegeschiedenis.
A · B · C · D · E · F · G · H · I · J · K · L · M · N · O · P · Q · R · S · T · U · V · W · Y · Z